# مبرهنة كايلي-هاميلتون

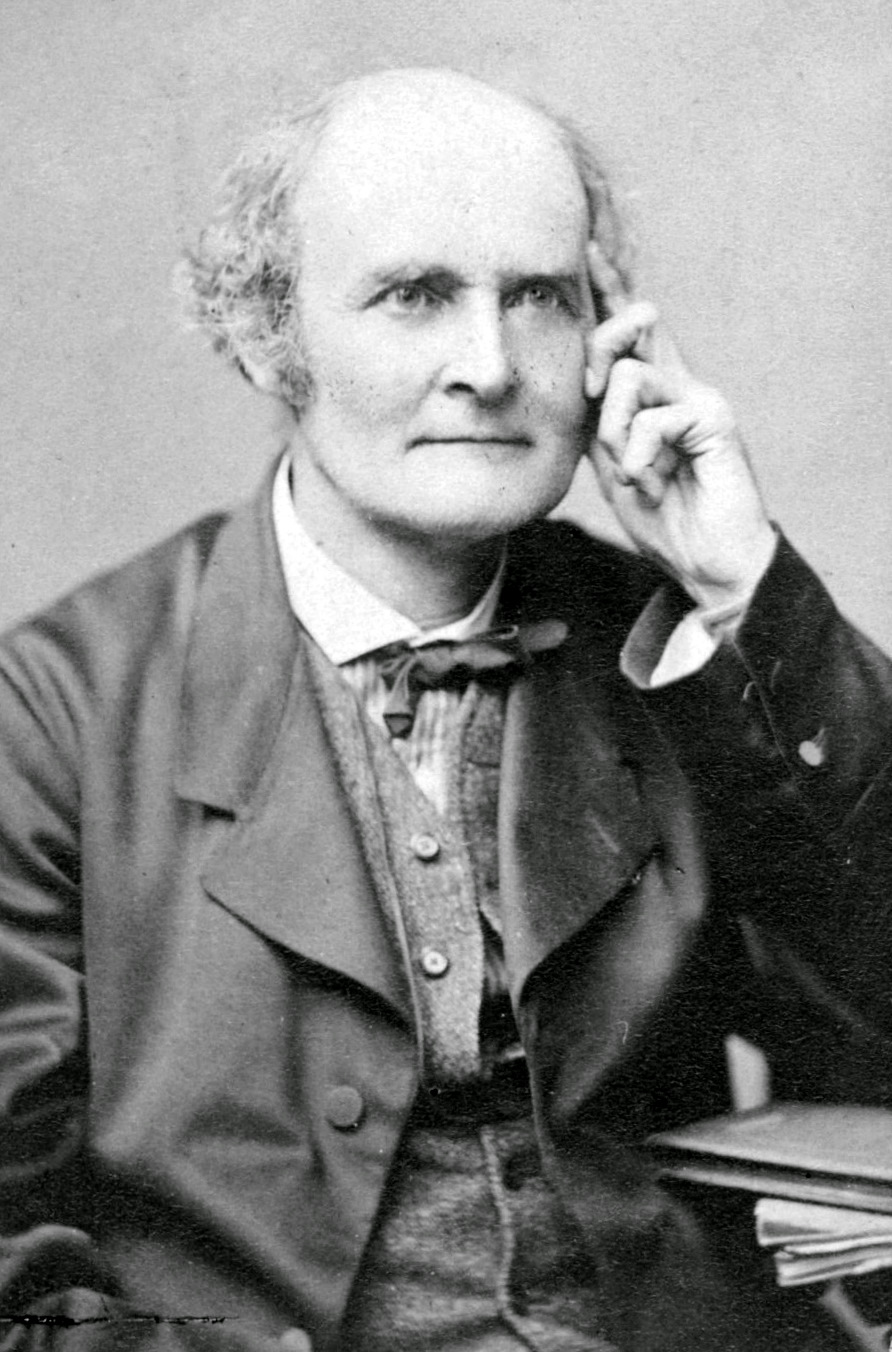

في الجبر الخطي، مبرهنة كايلي-هاميلتون (بالإنجليزية: Cayley–Hamilton theorem)‏ تنص على أن كل مصفوفة مربعة معرفة على حلقة تبادلية (مجموعة الأعداد الحقيقية أو العقدية مثالين) تحقق المعادلة المميزة الخاصة بها.
سميت هاته المبرهنة هكذا نسپة لعالمي الرياضيات اللذين وضعاها وهما أرثور كايلي وويليام هاميلتون.